# Cantonul Valentigney
Cantonul Valentigney este un canton din arondismentul Montbéliard, departamentul Doubs, regiunea Franche-Comté, Franța.

## Comune
- Mandeure
- Valentigney (reședință)
- Voujeaucourt